# Haidinger (cráter)

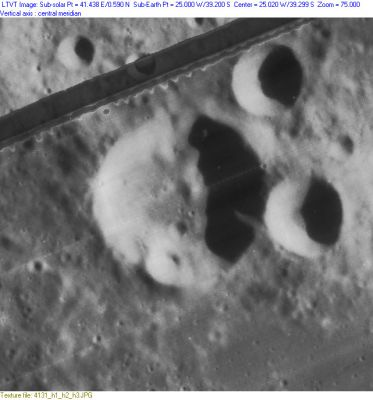
Fotografía de la misión Lunar Orbiter 4

Haidinger es un cráter de impacto situado en la parte suroeste de la Luna. Justo al suroeste del cráter se halla el pequeño mar lunar denominado Lacus Timoris. Haidinger se encuentra al noroeste del cráter Wilhelm y al este de Hainzel, de aspecto irregular.
|  |

El borde exterior de este cráter es casi circular, con ligeros salientes hacia el exterior a lo largo de la parte oeste y noreste del brocal. El cráter satélite Haidinger B está unido al exterior del borde en su lado este, y Haidinger A se encuentra cerca del borde en su sector noreste. Presenta una pequeña hendidura en la pared interior del lado sur. En la mitad norte de la plataforma interior se sitúa una cresta de baja altura.

## Cráteres satélite
Por convención estos elementos se identifican en los mapas lunares colocando la letra en el lado del punto central del cráter más cercano a Haidinger.
|           | \| Haidinger \| Coordenadas \| Diámetro \| \| --------- \| ------------------------------ \| -------- \| \| A \| 38°36′S 24°36′O / -38.6, -24.6 \| 9 km \| \| B \| 39°12′S 24°24′O / -39.2, -24.4 \| 11 km \| \| C \| 39°00′S 22°06′O / -39.0, -22.1 \| 19 km \| \| F \| 38°42′S 23°06′O / -38.7, -23.1 \| 5 km \| \| G \| 39°36′S 22°36′O / -39.6, -22.6 \| 11 km \| \| J \| 37°54′S 24°24′O / -37.9, -24.4 \| 15 km \| \| M \| 37°24′S 22°00′O / -37.4, -22.0 \| 23 km \| \| N \| 39°24′S 26°06′O / -39.4, -26.1 \| 6 km \| \| P \| 38°30′S 25°36′O / -38.5, -25.6 \| 4 km \| |          |
| Haidinger | Coordenadas | Diámetro |
| A         | 38°36′S 24°36′O / -38.6, -24.6 | 9 km     |
| B         | 39°12′S 24°24′O / -39.2, -24.4 | 11 km    |
| C         | 39°00′S 22°06′O / -39.0, -22.1 | 19 km    |
| F         | 38°42′S 23°06′O / -38.7, -23.1 | 5 km     |
| G         | 39°36′S 22°36′O / -39.6, -22.6 | 11 km    |
| J         | 37°54′S 24°24′O / -37.9, -24.4 | 15 km    |
| M         | 37°24′S 22°00′O / -37.4, -22.0 | 23 km    |
| N         | 39°24′S 26°06′O / -39.4, -26.1 | 6 km     |
| P         | 38°30′S 25°36′O / -38.5, -25.6 | 4 km     |